# Tijara pape Grgura XVI.
Tijara pape Grgura XVI. je papinska tijara Grgura XVI. iz 1834. godine. Tijara je jedinstvena zbog svog izgleda, a ukrašena je teškim draguljima.
Njen izgled je kasnije kopiran u izradbi palatinske tijare. Ova tijara spada među najčešće nošene tijare u papinskoj zbirci. Ovu tijaru su nosili papa Pio IX., Pio X. i Pio XII.

## Poveznice
- Grgur XVI.
- Palatinska tijara